# Otakar Vašek
Otakar Vašek (27. července 1910 Janov – 28. února 1995 Praha) byl český a československý vysokoškolský funkcionář, diplomat, politik Komunistické strany Československa a poslanec Ústavodárného Národního shromáždění a Národního shromáždění ČSR.

## Biografie
Vystudoval reálné gymnázium a v roce 1935 absolvoval bohemistiku, slavistiku a němčinu na Filozofické fakultě Masarykovy univerzity. Od roku 1936 učil na gymnáziu v Litovli. V letech 1940-1945 byl za svou činnost v odboji vězněn.
V roce 1946 se stal jako člen KSČ předsedou ONV v Rýmařově a správcem tamního gymnázia. Po parlamentních volbách v roce 1946 byl zvolen poslancem Ústavodárného Národního shromáždění za KSČ. Mandát ale nabyl až dodatečně v únoru 1948 jako náhradník poté, co rezignoval poslanec Jura Sosnar-Honzák. V parlamentu setrval je krátce do konce funkčního období, tedy do voleb do Národního shromáždění roku 1948, v nichž byl zvolen do Národního shromáždění za KSČ ve volebním kraji Olomouc. Zasedal zde pouze do ledna 1949, kdy rezignoval a nahradil ho Stanislav Palát.
Pak se angažoval spíše v akademické sféře. V letech 1953-1954 byl děkanem Fakulty společenských věd Vysoké školy pedagogické v Olomouci.  V letech 1955-1957 byl velvyslancem v Rakousku, po svém odvolání z funkce pracoval v knihovně Národního shromáždění ČSR.
Byl synovcem básníka Petra Bezruče.